# Poecilia wingei
Poecilia wingei, conosciuto comunemente come guppy nano, poecilia di Endler o endler, è un piccolo pesce d'acqua dolce appartenente alla famiglia Poeciliidae.

## Classificazione
Per anni è stato aperto il dibattito se considerare Poecilia wingei una specie a parte o una varietà di Poecilia reticulata; solo recentemente è stato descritto e classificato da N. Poeser, Michael Kempkes, Isaäc J. H. Isbrücker in onore del biologo e genetista danese Øjvind Winge (1886-1964).

## Distribuzione e habitat
Questa specie è stata rinvenuta nel biotopo della Laguna de Patos, nella regione di Cumaná, in Venezuela, una laguna formatasi per l'afflusso di acqua dolce in una zona litoranea che un tempo doveva essere salmastra: P. wingei è diffusa qui ed in una serie di piccoli specchi d'acqua intercomunicanti in alcuni momenti dell'anno.

Questo habitat è una zona ad alto rischio di distruzione e inquinamento (un deposito di rifiuti è stato costruito vicino alla laguna) e la specie è in pericolo in natura..

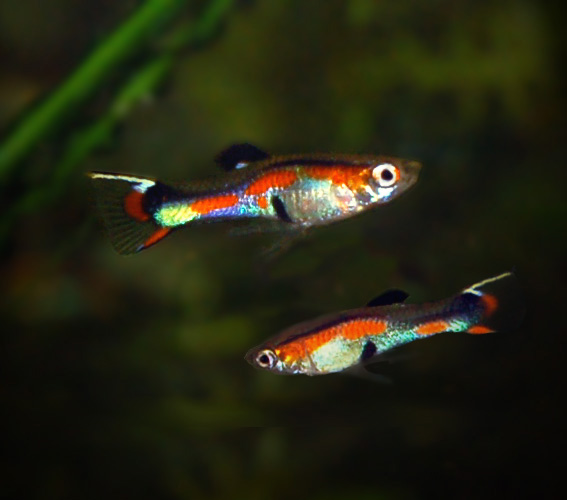
Due maschi

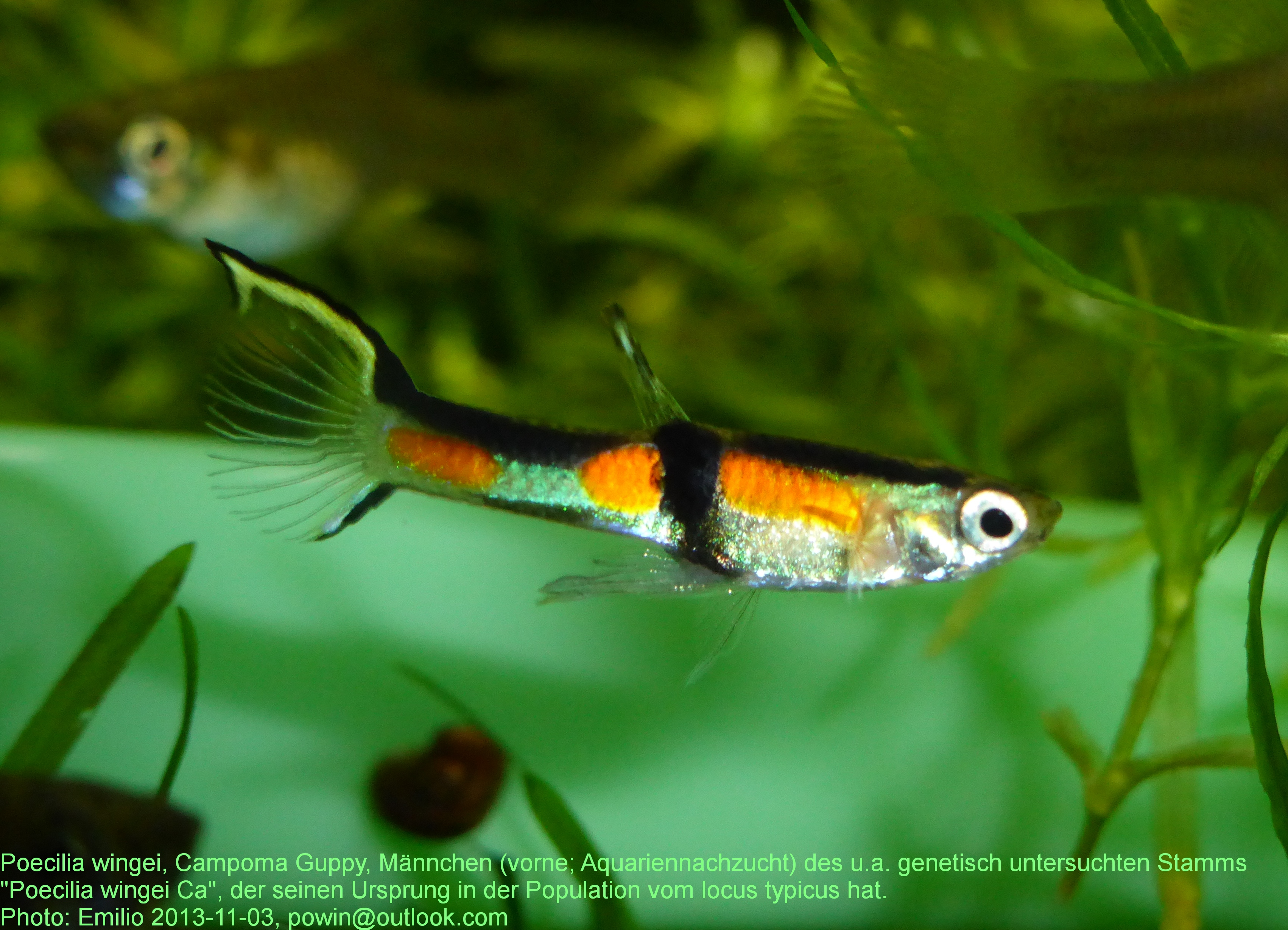
Un maschio, (accanto, discendenti in acquario) del ceppo Poecilia wingei Ca studiato geneticamente, che ha la sua origine nella popolazione della località tipo, con la barra nera verticale al centro del corpo, che è secondo Poeser et al. caratteristica per i maschi della regione Campoma, e con la tipica doppia spada dalla colorazione simile leggermente estesa solo sul margine superiore della pinna caudale

.

## Descrizione
Poecilia wingei presenta il tipico dimorfismo sessuale di molti pecilidi: femmine grandi e poco o affatto colorate, maschi piccoli e molto appariscenti.

Il maschio è provvisto di gonopodio, raggiunge una taglia normalmente inferiore ai 3 cm (coda compresa) e presenta dei vistosi colori iridescenti contrastati da macchie e linee nere che possono essere di diverse forme (barra nera obliqua che parte dalla pinna dorsale e finisce sulla pettorale, oppure punti neri di diversa forma).
Normalmente si trovano esemplari con dominanti arancio più o meno acceso e riflessi verde iridescente o azzurro. Le macchie di colore sono irregolari e si estendono a parti della coda, a formare una sorta di "doppia spada". 
La femmina raggiunge solitamente i 3 cm di lunghezza, è di colore grigio argento fino a grigio verde, le pinne dorsali e caudale sono normalmente trasparenti.

## Riproduzione
Sono pesci ovovivipari: le femmine partoriscono avannotti sviluppati e autonomi. In natura, nella calda stagione, ogni 40 giorni una femmina ben nutrita e adulta partorisce da 10 a 30 piccoli già autonomi, che normalmente non vengono mangiati dai genitori (come invece accade con altre specie di poecilidi).
Questa specie si incrocia con l'affine Poecilia reticulata generando ibridi fecondi.

## Alimentazione
Ha dieta onnivora: si nutre di larve di insetti e di alghe.

## Acquariofilia
Dalla fine del XX secolo è diventato popolarissimo tra gli appassionati di acquariofilia per la brillantezza della livrea e le dimensioni contenute che ne permettono l'allevamento anche in piccoli acquari, ma ovviamente farebbe una vita più dignitosa in gruppo di minimo 6 esemplari o più, in acquari ampi e piantumati. Ancora non diffuso nei negozi, alimenta invece un vivace scambio tra gli allevatori appassionati. Ha un prezzo elevato, nonostante la taglia. Può vivere e riprodursi sia in acqua dolce che in acqua salmastra.